# Distribuição de Cantor
A Distribuição de Cantor é a distribuição de probabilidade cuja função de distribuição cumulativa é a função de Cantor.
Esta distribuição não tem nem uma função de densidade de probabilidade , nem uma função de massa de probabilidade , já que não é absolutamente contínua com respeito a medida de Lebesgue, nem tem qualquer ponto de massas. Não é nem uma distribuição de probabilidade absolutamente contínua e nem uma distribuição de probabilidade absolutamente discreta , e nem é uma mistura destes. Pelo contrário, é um exemplo de uma distribuição singular.
Sua função de distribuição cumulativa às vezes é referida como escadaria do diabo, embora esse termo tem um significado mais geral.

## Caracterização
O suporte da distribuição Cantor é o Conjunto de Cantor, em si a intersecção dos (infinitamente contáveis) conjuntos.
{\displaystyle {\begin{aligned}C_{0}=&[0,1]\\C_{1}=&[0,1/3]\cup [2/3,1]\\C_{2}=&[0,1/9]\cup [2/9,1/3]\cup [2/3,7/9]\cup [8/9,1]\\C_{3}=&[0,1/27]\cup [2/27,1/9]\cup [2/9,7/27]\cup [8/27,1/3]\cup \\&[2/3,19/27]\cup [20/27,7/9]\cup [8/9,25/27]\cup [26/27,1]\\C_{4}=&\cdots .\end{aligned}}}
A distribuição Cantor é a distribuição de probabilidade única em que para qualquer Ct (t ∈ { 0, 1, 2, 3, ... }), a probabilidade de um determinado intervalo de Ct contendo a variável aleatória Cantor-distribuída é idêntica 2-t em cada um dos intervalos de 2t.

## Momentos
É fácil de ver por simetria que, para uma variável aleatória X tendo esta distribuição, o seu valor esperado E(X) = 1/2, e que todos os momentos centrais ímpares de X são 0.
A lei da variância total pode ser usada para localizar a variância var(X), como se segue. Para o conjunto acima C1, seja Y = 0 se X ∈ [0,1/3], e 1 se X ∈ [2/3,1]. Então:
{\displaystyle {\begin{aligned}\operatorname {var} (X)&=\operatorname {E} (\operatorname {var} (X\mid Y))+\operatorname {var} (\operatorname {E} (X\mid Y))\\&={\frac {1}{9}}\operatorname {var} (X)+\operatorname {var} \left\{{\begin{matrix}1/6&{\mbox{com probabilidade}}\ 1/2\\5/6&{\mbox{com probabilidade}}\ 1/2\end{matrix}}\right\}\\&={\frac {1}{9}}\operatorname {var} (X)+{\frac {1}{9}}\end{aligned}}}
A partir disso nós temos:
{\displaystyle \operatorname {var} (X)={\frac {1}{8}}.}
Uma fórmula fechada para qualquer momento central par pode ser encontrada obtendo primeiramente os cumulantes pares
{\displaystyle \kappa _{2n}={\frac {2^{2n-1}(2^{2n}-1)B_{2n}}{n\,(3^{2n}-1)}},\,\!}
ondeB2n é o 2n-ésimo número de Bernoulli, e depois colocando os momentos em função dos cumulantes.